# Tyla Yaweh
Tyler Jamal Brown (ur. 31 maja 1995 w Orlando), zawodowo znany jako Tyla Yaweh – amerykański raper i piosenkarz, zakontraktowany w wytwórni Epic Records i London Entertainment. Jego single „Tommy Lee” oraz „High Right Now” pokryły się platyną w Stanach Zjednoczonych, a singel „Stuntin’ on You” złotem. Utwór „Tommy Lee” posiada też certyfikat platynowej płyty w Kanadzie.

## Wczesne życie
Tyler Jamal Brown urodził się 31 maja 1995 roku w Orlando na Florydzie. Dorastał w rodzinnym mieście, w trudnej okolicy i jak sam stwierdził: „Jestem sam od 14 roku życia. Widziałem ulice, widziałem wszystko, co wyszło z Orlando… to nauczyło mnie życia.” Początkowo utrzymywał się, pracując w lokalnym Dunkin’ Donuts, dopóki nie został wyrzucony z domu przez matkę za nieokreślone popełnione przez niego przestępstwo.

## Kariera
Po przybyciu do Los Angeles w Kalifornii Brown został odkryty przez Post Malone i jego menedżera Dre London, którzy podpisali z nim kontrakt z ich wytwórnią płytową London Entertainment, która współpracuje z Epic Records.
Debiutancki singel Yaweha „Drugs and Pain” został wydany 22 listopada 2017 r., a po nim zostały wydane przez cały rok 2018 single „Wildlife”, „Gemini” i „Goals” z udziałem Preme. Wszystkie trzy utwory osiągnęły komercyjny sukces i zostały odsłuchane w milionach razy na takich serwisach jak: Spotify, YouTube i SoundCloud. Następnie wydał kolejny singel zatytułowany „She Bad” w październiku 2018 roku.
Yaweh wydał swój debiutancki album studyjny Heart Full of Rage 22 lutego 2019 roku. Na albumie wystąpili gościnnie French Montana i PnB Rock. Po wydaniu krążka Yaweh wraz z Post Malone i Swae Lee rozpoczęli trasę koncertową, Runaway 14 września 2019 r. Yaweh wydał z YG singel zatytułowany „I Think I Luv Her” 27 września 2019 r. Wydał remiks utworu „High Right Now” 24 stycznia 2020 r., wraz z gościnnym udziałem rapera Wiz Khalifa. W towarzyszącym singlu teledysku, pojawił się; Post Malone, Billie Joe Armstrong i Big Sean. Brown występował również na festiwalach, takich jak SXSW, Rolling Loud i Made in America, a także miał swoje trasy koncertowe po Australii i Europie.
Yaweh potwierdził, że jego drugi album ma zostać wydany na początku 2021 roku.
12 czerwca 2020 roku Yaweh wydał pierwszy singel z nadchodzącego projektu „Tommy Lee”, w którym występuje gościnnie Post Malone. Piosenka weszła na Hot 100 jako pierwsza w karierze rapera pod numerem 65. Utwór doczekał się remiksu, wydanego 10 lipca 2020 r., zawierającego bębny wykonane przez samego Tommy’ego Lee, a także ponownie nagraną przez niego gitarę. Potem ukazał się też drugi remiks z udziałem Saint Jhn.
Yaweh wydał wraz z DaBaby utwór „Stuntin’ on You”, 17 lipca 2020 roku. Piosenka została później zremiksowana przez DDG i Dame D.O.L.L.A. Artysta wydał potem kolejny singel „All the Smoke” z gościnnym udziałem Gunny i Wiz Khalifa.
14 maja 2021 r. Yaweh wystąpił w singlu południowokoreańskiego rapera B.I „Got It Like That”, w którym występuje również amerykańska piosenkarka Destiny Rogers.

## Dyskografia

### Albumy studyjne
| Tytuł              | Informacje                                                                               | Pozycje na listach przebojów | Pozycje na listach przebojów |
| Tytuł              | Informacje                                                                               | AUS                          | HOL                          |
| ------------------ | ---------------------------------------------------------------------------------------- | ---------------------------- | ---------------------------- |
| Heart Full of Rage | - Wydany: 22 lutego 2019 - Wytwórnia: Epic, London - Format: Digital download, streaming | 85                           | 173                          |
| Rager Boy          | Zapowiedziany                                                                            | Zapowiedziany                | Zapowiedziany                |